# Saint-Jory-de-Chalais
Pour les articles homonymes, voir Saint-Jory (homonymie).
Saint-Jory-de-Chalais est une commune française située dans le département de la Dordogne, en région Nouvelle-Aquitaine.
Elle est intégrée au parc naturel régional Périgord-Limousin.

## Géographie

### Généralités
La commune de Saint-Jory-de-Chalais est irriguée du nord au sud par trois cours d'eau : au centre la Côle, et de chaque côté, ses affluents la Queue d'Âne en limite ouest et le Touroulet à l'est.
Le bourg, établi en bordure du Touroulet, est situé, en distances orthodromiques, dix kilomètres au nord de Thiviers et onze kilomètres à l'est de Saint-Pardoux-la-Rivière, au croisement des routes départementales 77 et 98.
Au sud-est, la commune est bordée par la route nationale 21, axe qui relie Limoges aux Pyrénées centrales.

### Communes limitrophes
Saint-Jory-de-Chalais est limitrophe de sept autres communes. Au nord-est, son territoire est distant d'environ 500 mètres de celui de La Coquille.
| Saint-Saud-Lacoussière      | Mialet                        |                             |
|                             | Saint-Jory-de-Chalais         | Chalais Saint-Paul-la-Roche |
| Saint-Martin-de-Fressengeas | Saint-Romain-et-Saint-Clément | Thiviers                    |

### Géologie et relief

#### Géologie
Situé sur la plaque nord du Bassin aquitain et bordé à son extrémité nord-est par une frange du Massif central, le département de la Dordogne présente une grande diversité géologique. Les terrains sont disposés en profondeur en strates régulières, témoins d'une sédimentation sur cette ancienne plate-forme marine. Le département peut ainsi être découpé sur le plan géologique en quatre gradins différenciés selon leur âge géologique. Saint-Jory-de-Chalais est dans le gradin extrême nord-est que constitue le dernier contrefort du Massif central, avec des roches cristallines formées au Paléozoïque, antérieurement au Carbonifère.
Les couches affleurantes sur le territoire communal sont constituées de formations superficielles du Quaternaire, de roches sédimentaires  datant pour certaines du Cénozoïque, et pour d'autres du Mésozoïque et du Paléozoïque, ainsi que de roches métamorphiques et magmatiques. La formation la plus ancienne, notée ξ1, se compose de micaschistes lamelleux à deux micas, parfois grenats et silicates d'alumine (groupe de la Dronne, Néoprotérozoïque à Cambrien). La formation la plus récente, notée CFp, fait partie des formations superficielles de type colluvions indifférenciées de versant, de vallon et plateaux issues d'alluvions, molasses, altérites. Le descriptif de ces couches est détaillé dans  la feuille « no 735 - Thiviers » de la carte géologique au 1/50 000 de la France métropolitaine, et sa notice associée.

Carte géologique de Saint-Jory-de-Chalais.

#### Relief et paysages
Le département de la Dordogne se présente comme un vaste plateau incliné du nord-est (491 m, à la forêt de Vieillecour dans le Nontronnais, à Saint-Pierre-de-Frugie) au sud-ouest (2 m à Lamothe-Montravel). L'altitude du territoire communal varie quant à elle entre 178 mètres et 304 mètres,.
Dans le cadre de la Convention européenne du paysage entrée en vigueur en France le 1er juillet 2006, renforcée par la loi du 8 août 2016 pour la reconquête de la biodiversité, de la nature et des paysages, un atlas des paysages de la Dordogne a été élaboré sous maîtrise d’ouvrage de l’État et publié en octobre 2020. Les paysages du département s'organisent en huit unités paysagères,. La commune est dans l'unité paysagère du « Périgord limousin » qui correspond à la région naturelle du Nontronnais. Ce territoire forme un plateau collinaire aux pentes douces et sommets arasés, d’altitude moyenne autour des 300 m dont le point culminant est également celui de la Dordogne. Ce plateau cristallin est vallonné et dominé par les prairies aux horizons boisés. Il est entaillé de vallées profondes aux versants forestiers,.
La superficie cadastrale de la commune publiée par l'Insee, qui sert de référence dans toutes les statistiques, est de 31,73 km2,,. La superficie géographique, issue de la BD Topo, composante du Référentiel à grande échelle produit par l'IGN, est quant à elle de 32,39 km2.

### Hydrographie

#### Réseau hydrographique
La commune est située dans le bassin de la Dordogne au sein du Bassin Adour-Garonne. Elle est drainée par la Côle, la Queue d'Âne, le Touroulet, le Mauroussie, le ruisseau de Jalinie, le ruisseau de Pierrefiche et divers petits cours d'eau, qui constituent un réseau hydrographique de 50 km de longueur totale,.
La Côle, d'une longueur totale de 51,53 km, prend sa source dans la commune de Firbeix et se jette dans la Dronne en rive gauche, en limite de Brantôme en Périgord et de Condat-sur-Trincou. Elle traverse la commune du nord au sud sur plus de quatorze kilomètres, lui servant de limite naturelle sur trois kilomètres et demi en deux tronçons, face à Mialet au nord et à Saint-Romain-et-Saint-Clément au sud.
La Queue d'Âne, ou ruisseau de la Queue d'Âne, d'une longueur totale de 18,61 km, prend sa source dans la commune de Mialet et se jette dans la Côle en rive droite à Saint-Jean-de-Côle au pont de Lavaud. Elle borde la commune à l'ouest sur sept kilomètres et demi, face à Saint-Saud-Lacoussière et Saint-Martin-de-Fressengeas.
Le Touroulet, ou ruisseau de la Pouyade dans sa partie amont, d'une longueur totale de 16,97 km, prend sa source dans la commune de La Coquille et se jette dans la Côle en rive gauche en limite de Saint-Jory-de-Chalais  et de Thiviers, face à Saint-Romain-et-Saint-Clément,. Il arrose l'est de la commune sur plus de dix kilomètres, marquant la limite territoriale sur plus de six kilomètres en deux tronçons, face à Chalais au nord et Thiviers au sud.
Son affluent de rive droite le ruisseau de Jalinie sert de limite communale au nord-est sur deux kilomètres, également face à Chalais.
Deux affluents de rive gauche du Touroulet baignent la commune : à l'est, le Mauroussie sur deux kilomètres et demi, dont un kilomètre en limite de Chalais, et au sud-est, le ruisseau de Pierrefiche qui borde la commune sur plus d'un kilomètre et demi, face à Thiviers.

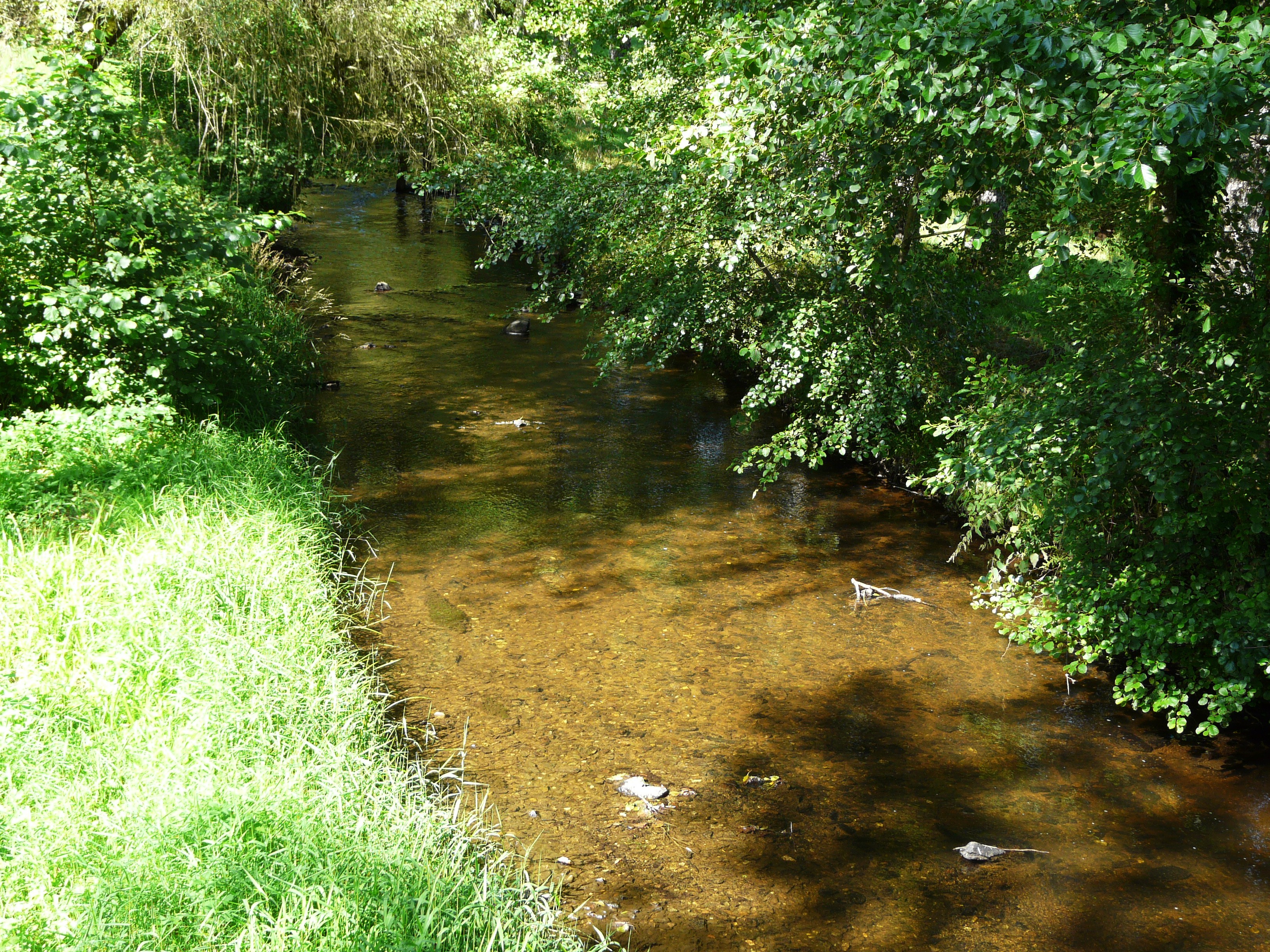
La Côle près de Paradol.
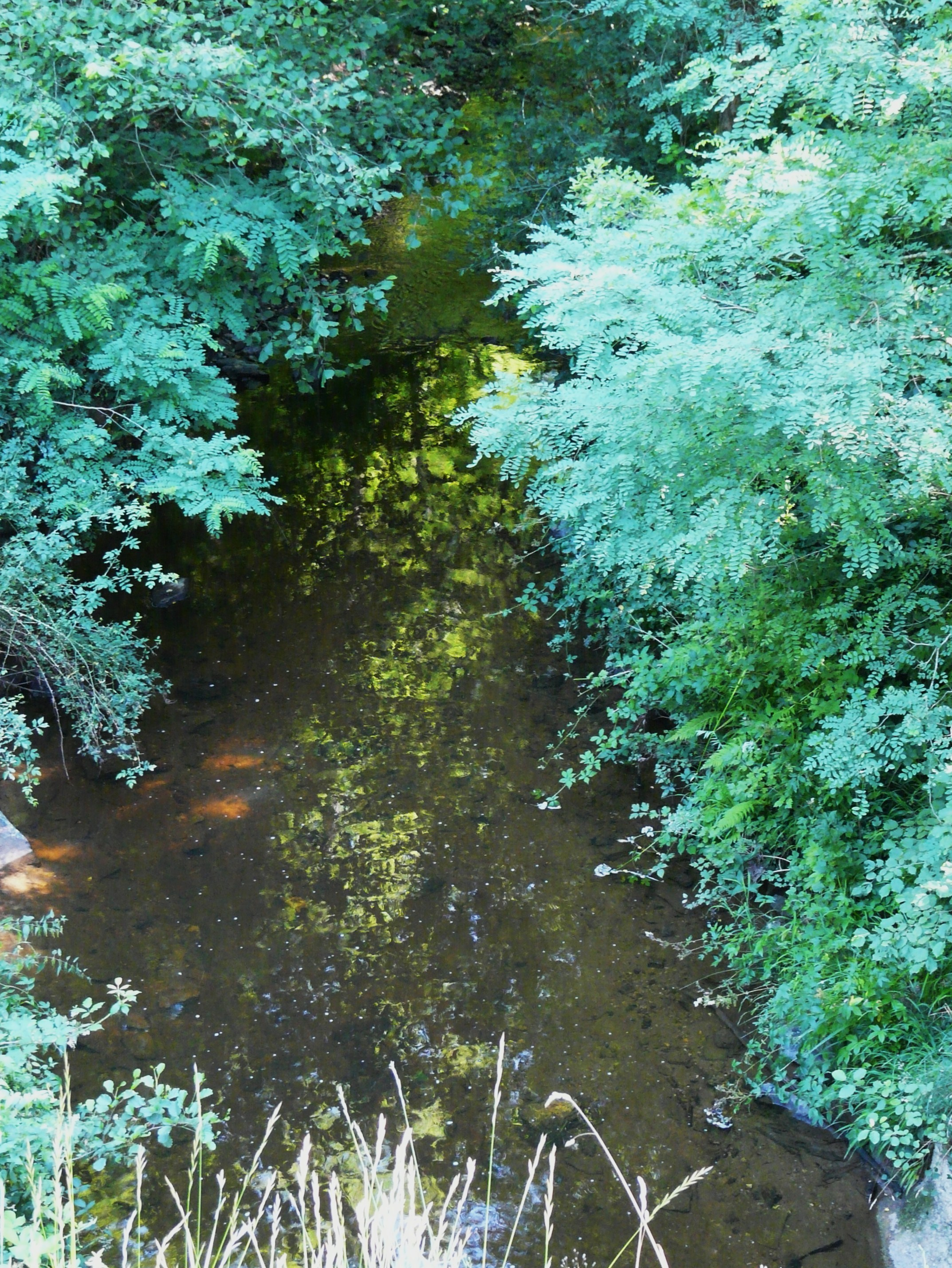
Le Touroulet près de Javanaud.
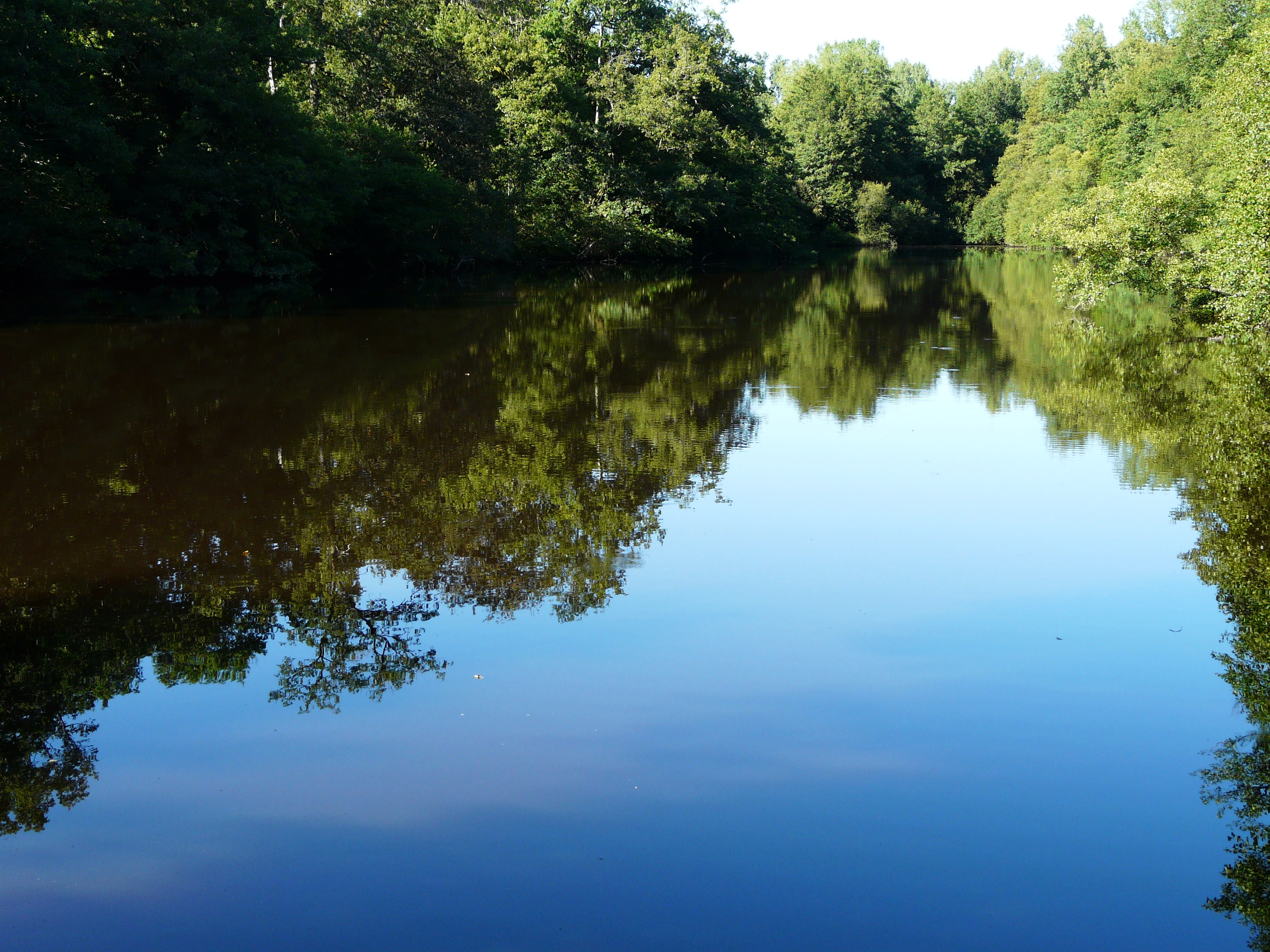
L'étang du Grenier.
Réseaux hydrographique et routier de Saint-Jory-de-Chalais.

#### Gestion et qualité des eaux
Le territoire communal est couvert par le schéma d'aménagement et de gestion des eaux (SAGE) « Isle - Dronne ». Ce document de planification, dont le territoire regroupe les bassins versants de l'Isle et de la Dronne, d'une superficie de 7 500 km2, a été approuvé le 2 août 2021. La structure porteuse de l'élaboration et de la mise en œuvre est l'établissement public territorial de bassin de la Dordogne (EPIDOR). Il définit sur son territoire les objectifs généraux d’utilisation, de mise en valeur et de protection quantitative et qualitative des ressources en eau superficielle et souterraine, en respect des objectifs de qualité définis dans le troisième SDAGE  du Bassin Adour-Garonne qui couvre la période 2022-2027, approuvé le 10 mars 2022.
La qualité des eaux de baignade et des cours d’eau peut être consultée sur un site dédié géré par les agences de l’eau et l’Agence française pour la biodiversité.

### Climat
Pour des articles plus généraux, voir Climat de la Nouvelle-Aquitaine et Climat de la Dordogne.
Historiquement, la commune est dans une zone de transition entre les climats océaniques aquitain et limousin.  
En 2020, Météo-France publie une typologie des climats de la France métropolitaine dans laquelle la commune est exposée à un climat océanique altéré et est dans une zone de transition entre les régions climatiques « Aquitaine, Gascogne » et « Ouest et nord-ouest du Massif Central ». La première est caractérisée par une pluviométrie abondante au printemps, modérée en automne, un faible ensoleillement au printemps, un été chaud (19,5 °C), des vents faibles, des brouillards fréquents en automne et en hiver et des orages fréquents en été (15 à 20 jours).  La seconde présente une pluviométrie annuelle de 900 à 1 500 mm, maximale en automne et en hiver.
Pour la période 1971-2000, la température annuelle moyenne est de 11,6 °C, avec  une amplitude thermique annuelle de 14,7 °C. Le cumul annuel moyen de précipitations est de 1 070 mm, avec 13,3 jours de précipitations en janvier et 7,7 jours en juillet. Pour la période 1991-2020, la température moyenne annuelle observée sur la station météorologique de Météo-France la plus proche, sur la commune de Saint-Martin-de-Fressengeas à 7 km à vol d'oiseau, est de 12,4 °C et le cumul annuel moyen de précipitations est de 1 050,4 mm,. 
La température maximale relevée sur cette station est de 38,9 °C, atteinte le 7 août 2020 ; la température minimale est de −11,8 °C, atteinte le 9 février 2012.
Pour afficher une liste d’indicateurs climatiques caractérisant la commune aux horizons 2030, 2050 et 2100 et pouvoir ainsi s'adapter aux changements climatiques, entrer son nom dans Climadiag-commune, un site de Météo-France élaboré à partir des nouvelles projections climatiques de référence DRIAS-2020.

## Urbanisme

### Typologie
Au 1er janvier 2024, Saint-Jory-de-Chalais est catégorisée commune rurale à habitat très dispersé, selon la nouvelle grille communale de densité à 7 niveaux définie par l'Insee en 2022.
Elle est située hors unité urbaine et hors attraction des villes,.

### Occupation des sols
L'occupation des sols de la commune, telle qu'elle ressort de la base de données européenne d’occupation biophysique des sols Corine Land Cover (CLC), est marquée par l'importance des territoires agricoles (61,8 % en 2018), une proportion sensiblement équivalente à celle de 1990 (62,1 %). La répartition détaillée en 2018 est la suivante : 
zones agricoles hétérogènes (53,9 %), forêts (37,2 %), prairies (7,9 %), zones urbanisées (1 %). L'évolution de l’occupation des sols de la commune et de ses infrastructures peut être observée sur les différentes représentations cartographiques du territoire : la carte de Cassini (XVIIIe siècle), la carte d'état-major (1820-1866) et les cartes ou photos aériennes de l'IGN pour la période actuelle (1950 à aujourd'hui).

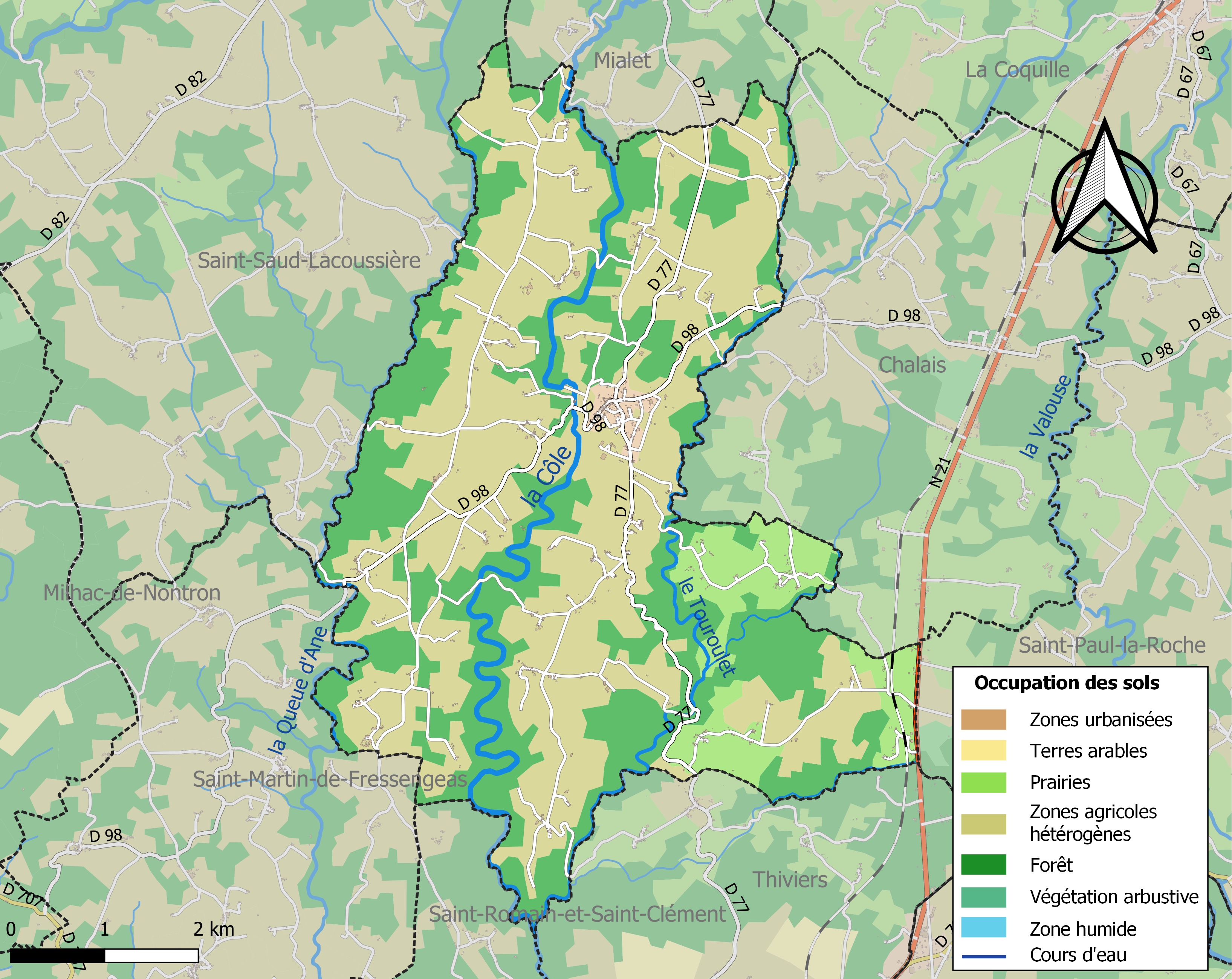
Carte des infrastructures et de l'occupation des sols de la commune en 2018 (CLC).

### Prévention des risques
Le territoire de la commune de Saint-Jory-de-Chalais est vulnérable à différents aléas naturels : météorologiques (tempête, orage, neige, grand froid, canicule ou sécheresse), feux de forêts, mouvements de terrains et séisme (sismicité faible). Il est également exposé à un risque technologique, le transport de matières dangereuses, et à un risque particulier : le risque de radon. Un site publié par le BRGM permet d'évaluer simplement et rapidement les risques d'un bien localisé soit par son adresse soit par le numéro de sa parcelle.

#### Risques naturels
Saint-Jory-de-Chalais est exposée au risque de feu de forêt. L’arrêté préfectoral du 14 mars 2013 fixe les conditions de pratique des incinérations et de brûlage dans un objectif de réduire le risque de départs d’incendie. À ce titre, des périodes sont déterminées : interdiction totale du 15 février au 15 mai et du 15 juin au 15 octobre, utilisation réglementée du 16 mai au 14 juin et du 16 octobre au 14 février. En septembre 2020, un plan inter-départemental de protection des forêts contre les incendies (PidPFCI) a été adopté pour la période 2019-2029,.

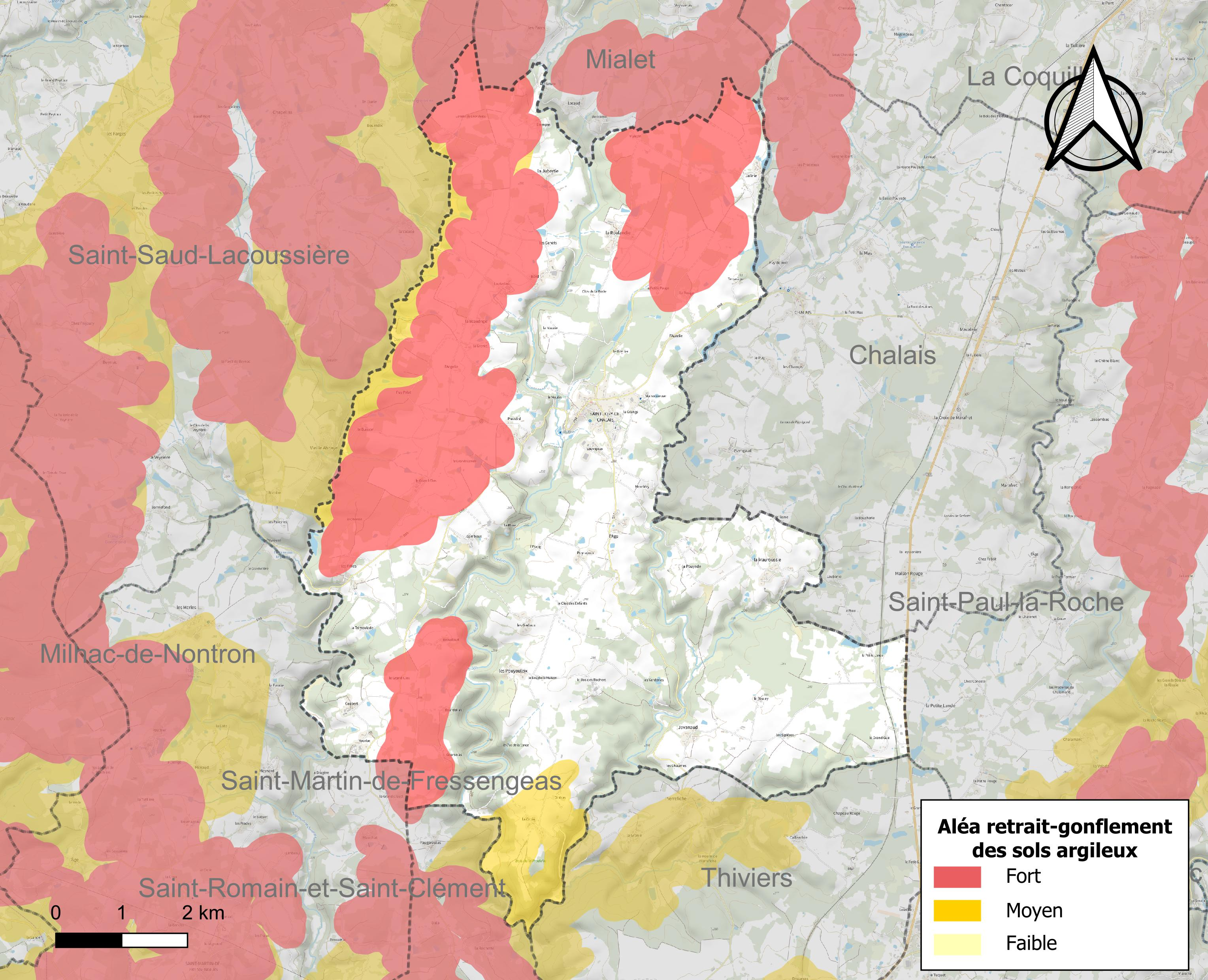
Carte des zones d'aléa retrait-gonflement des sols argileux de Saint-Jory-de-Chalais.

Les mouvements de terrains susceptibles de se produire sur la commune sont des tassements différentiels. Le retrait-gonflement des sols argileux est susceptible d'engendrer des dommages importants aux bâtiments en cas d’alternance de périodes de sécheresse et de pluie. 35 % de la superficie communale est en aléa moyen ou fort (58,6 % au niveau départemental et 48,5 % au niveau national métropolitain). Depuis le 1er octobre 2020, en application de la loi ÉLAN, différentes contraintes s'imposent aux vendeurs, maîtres d'ouvrages ou constructeurs de biens situés dans une zone classée en aléa moyen ou fort,.
La commune a été reconnue en état de catastrophe naturelle au titre des dommages causés par les inondations et coulées de boue survenues en 1982, 1983 et 1999, par la sécheresse en 1989, 2005 et 2011 et par des mouvements de terrain en 1999.

#### Risque particulier
Dans plusieurs parties du territoire national, le radon, accumulé dans certains logements ou autres locaux, peut constituer une source significative d’exposition de la population aux rayonnements ionisants. Selon la classification de 2018, la commune de Saint-Jory-de-Chalais est classée en zone 3, à savoir zone à potentiel radon significatif.

## Toponymie

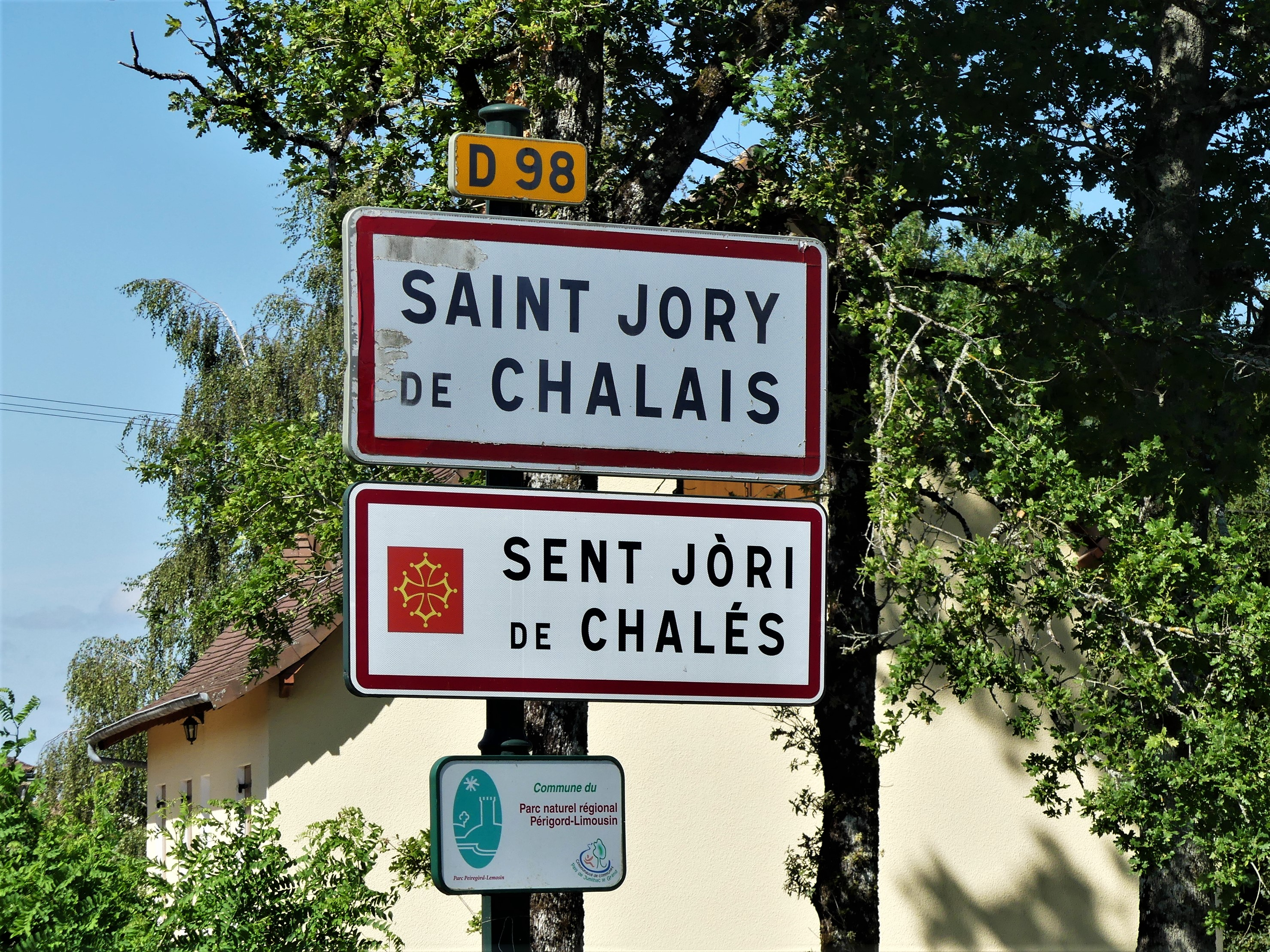
Panneau d'entrée au bourg de Saint-Jory-de-Chalais en français et occitan.

Le nom de la commune, sous une forme occitane, fait référence à saint Georges, martyr chrétien au IVe siècle, et Chalais correspond au village voisin.
En occitan, la commune porte le nom de Sent Jòri de Chalés.

## Histoire
La « Pierre Levée », dolmen près du lieu-dit Jalinie, démontre une présence ancienne sur le territoire communal.
La première mention écrite connue du lieu remonte à la fin du XIIe siècle sous la forme Sanctus Georgius de Chalesio.
Sur la carte de Cassini représentant la France entre 1756 et 1789, le village est identifié sous le nom de Saint Jory de Chalaix.
La commune porta, au cours de la période révolutionnaire de la Convention nationale (1792-1795), le nom de Chalais-la-Montagne.

## Politique et administration

### Rattachements administratifs
La commune de Saint-Jory-de-Chalais a, dès 1790, été rattachée au canton de Jumilhac qui dépendait du district d'Excideuil. En 1800, les districts sont supprimés. Le canton est alors rattaché à l'arrondissement de Nontron.

### Intercommunalité
Fin 1995, Saint-Jory-de-Chalais intègre dès sa création la communauté de communes du Pays de Jumilhac-le-Grand dont elle est le siège. Celle-ci est renommée le 1er janvier 2017 en communauté de communes des Marches du Périg'Or Limousin Thiviers-Jumilhac, et son siège social est fixé à Thiviers puis en octobre 2017 en communauté de communes Périgord-Limousin.

### Administration municipale
La population de la commune étant comprise entre 500 et 1 499 habitants au recensement de 2017, quinze conseillers municipaux ont été élus en 2020,.

### Liste des maires
| Période                                  | Période  | Identité                           | Étiquette | Qualité |
| ---------------------------------------- | -------- | ---------------------------------- | --------- | --- |
| Les données manquantes sont à compléter. |          |                                    |           | |
|                                          |          |                                    |           | |
| 1859                                     | 1868     | Charles Franck Dumontet de Lacroze |           | |
|                                          |          |                                    |           | |
| avant 1981                               | ?        | Jacques Duchassaing                | DVG       | |
| mars 1983 (réélu en mai 2020)            | En cours | Bernard Vauriac                    | PS        | Cadre commercial Conseiller régional Président (depuis 2004) des communautés de communes du Pays de Jumilhac, puis des Marches du Périg'Or Limousin Thiviers-Jumilhac, puis de Périgord-Limousin |

### Jumelages
Huit des neuf communes de l'ancienne communauté de communes du Pays de Jumilhac-le-Grand, dont Saint-Jory-de-Chalais, sont jumelées avec la municipalité allemande de Romrod depuis 2012, La Coquille l'étant depuis 1990.

## Équipements et services publics

### Enseignement
L'ancienne école de garçons a été transformée en école maternelle publique.
En 2024, au niveau de l'enseignement primaire public, Saint-Jory-de-Chalais est organisée en regroupement pédagogique intercommunal (RPI) avec les communes de Chalais, Firbeix et Mialet.

### Justice
En 2023, dans le domaine judiciaire, Saint-Jory-de-Chalais relève : 
- du tribunal judiciaire, du tribunal pour enfants, du conseil de prud'hommes et du tribunal de commerce de Périgueux ;
- du pôle Nationalité du tribunal judiciaire de Périgueux (compétent uniquement dans le domaine de la nationalité) ;
- de la cour d'appel, du tribunal administratif et de la  cour administrative d'appel de Bordeaux.

## Population et société

### Démographie
L'évolution du nombre d'habitants est connue à travers les recensements de la population effectués dans la commune depuis 1793. Pour les communes de moins de 10 000 habitants, une enquête de recensement portant sur toute la population est réalisée tous les cinq ans, les populations de référence des années intermédiaires étant quant à elles estimées par interpolation ou extrapolation. Pour la commune, le premier recensement exhaustif entrant dans le cadre du nouveau dispositif a été réalisé en 2006.

En 2022, la commune comptait 543 habitants, en évolution de −6,22 % par rapport à 2016 (Dordogne : +0,37 %, France hors Mayotte : +2,11 %).
| 1793  | 1800  | 1806  | 1821  | 1831  | 1836  | 1841  | 1846  | 1851  |
| ----- | ----- | ----- | ----- | ----- | ----- | ----- | ----- | ----- |
| 1 218 | 1 008 | 1 032 | 1 194 | 1 214 | 1 427 | 1 295 | 1 436 | 1 368 |

| 1856  | 1861  | 1866  | 1872  | 1876  | 1881  | 1886  | 1891  | 1896  |
| ----- | ----- | ----- | ----- | ----- | ----- | ----- | ----- | ----- |
| 1 369 | 1 328 | 1 334 | 1 224 | 1 305 | 1 397 | 1 468 | 1 546 | 1 536 |

| 1901  | 1906  | 1911  | 1921  | 1926  | 1931  | 1936  | 1946  | 1954  |
| ----- | ----- | ----- | ----- | ----- | ----- | ----- | ----- | ----- |
| 1 547 | 1 546 | 1 541 | 1 298 | 1 308 | 1 241 | 1 050 | 1 014 | 1 022 |

| 1962 | 1968 | 1975 | 1982 | 1990 | 1999 | 2006 | 2011 | 2016 |
| ---- | ---- | ---- | ---- | ---- | ---- | ---- | ---- | ---- |
| 978  | 943  | 827  | 677  | 600  | 596  | 626  | 575  | 579  |

| 2021 | 2022 | - | - | - | - | - | - | - |
| ---- | ---- | - | - | - | - | - | - | - |
| 562  | 543  | - | - | - | - | - | - | - |

## Économie

### Emploi
En 2015, parmi la population communale comprise entre 15 et 64 ans, les actifs représentent 220 personnes, soit 38,6 % de la population municipale. Le nombre de chômeurs (31) a augmenté par rapport à 2010 (23) et le taux de chômage de cette population active s'établit à 13,8 %.

### Établissements
Au 31 décembre 2015, la commune compte 61 établissements, dont vingt-six au niveau des commerces, transports ou services, treize dans l'agriculture, la sylviculture ou la pêche, neuf dans la construction, neuf relatifs au secteur administratif, à l'enseignement, à la santé ou à l'action sociale, et quatre dans l'industrie.

## Culture locale et patrimoine

### Lieux et monuments
- L'église Saint-Georges, romane, remaniée aux XVIIe et XIXe siècles.
- Le dolmen de la Pierre Levée.
- La croix hosannière de Saint-Jory-de-Chalais.
- Le manoir de la Rhue, aussi appelé château de La Rhue.

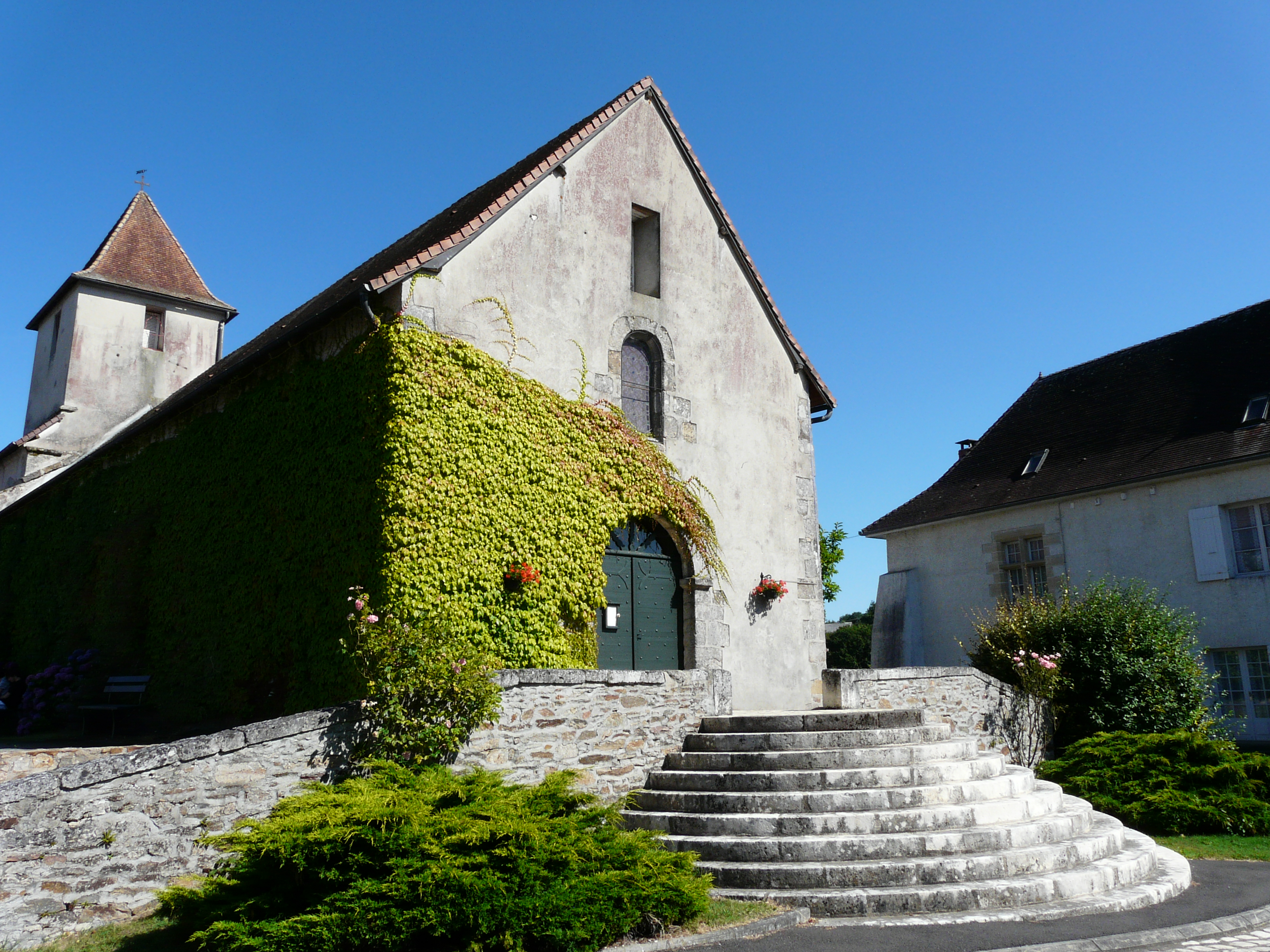
L'église Saint-Georges.
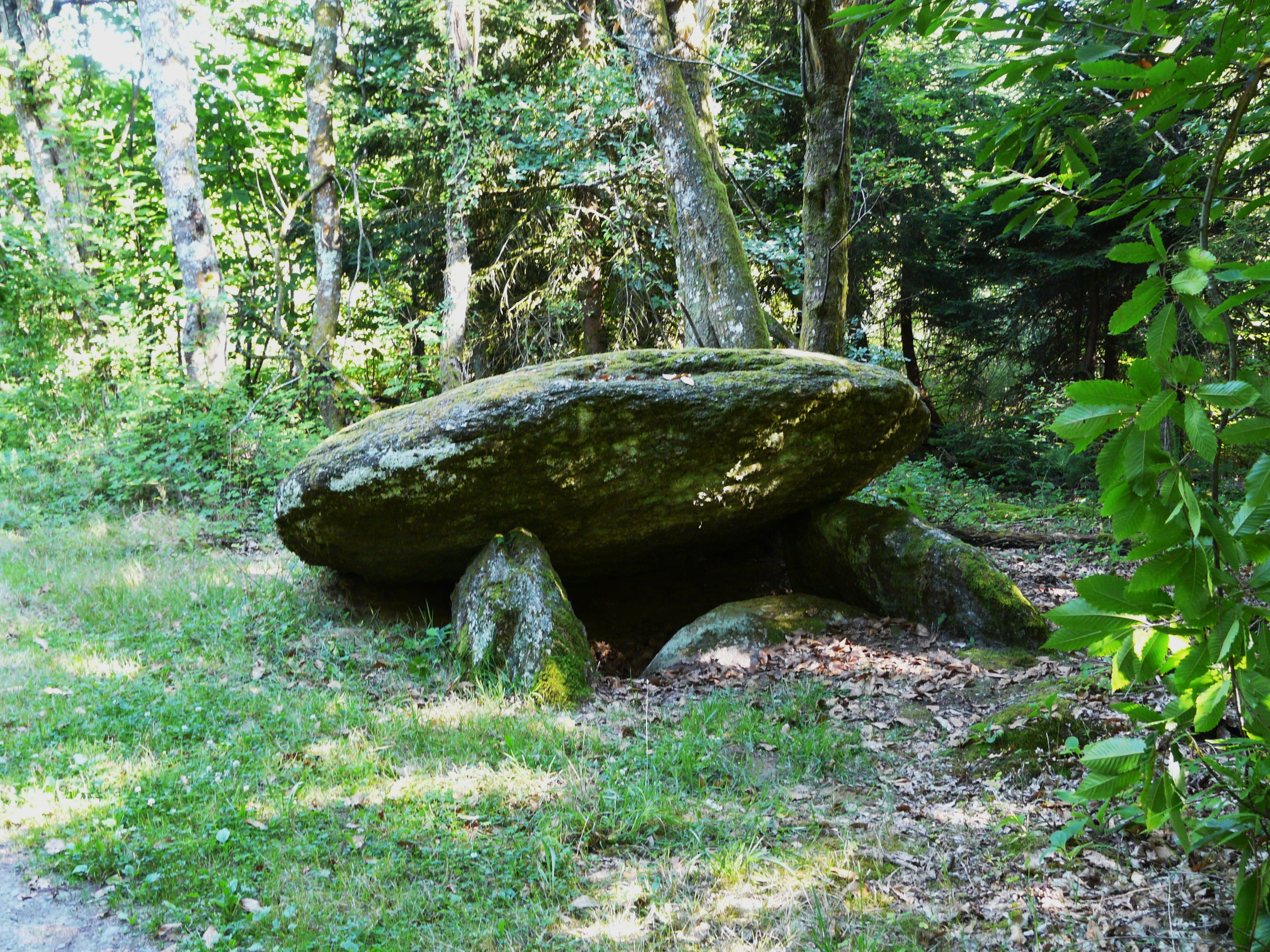
Le dolmen de Pierre Levée.

### Personnalités liées à la commune
- Léonce Bourliaguet, (1895-1965), écrivain, fut instituteur à Saint-Jory-de-Chalais de 1923 à 1927[62].
- Mathieu Dumontet de Lacroze, Annet Marie Charles Mathieu, né le 29 octobre 1866 à Saint-Jory-de-Chalais : études à la faculté de théologie ecclésiastique de Paris[63], prêtre de la Compagnie des prêtres de Saint-Sulpice, ancien directeur du Grand Séminaire de Bourges, directeur au Grand Séminaire de Reims, aumônier du 332e régiment d'infanterie et de la 137e brigade (69e DI), Mort pour la France le 23 avril 1916 à Esnes (Meuse)[64].
- Jean Tarrade, né à Saint-Jory-de-Chalais le 18 août 1948, notaire à Paris, a été élu président du Conseil supérieur du notariat en 2012 (mandat 2012-2014).
- L’acteur Jean-François Garreaud (1946-2020) décède à Saint-Jory-de-Chalais, où il résidait[65].

## Pour approfondir